# George Kirbye
 Georg Kirbye (? - Bury Saint Edmunds, octubre de 1634) fou un músic anglès del segle xvi. Va ser un dels més destacats madrigalistes anglesos. El 1597 publicà una sèrie de 24 madrigals per a 4, 5,i 6 veus. A aquest seguiren altres diversos quaderns d'aquestes composicions, alguns dels quals es conserven en el Royal of Music, de Londres i en el Col·legi de St. Michael, de Tenbury. La col·lecció completa de les dites composicions va ser publicada l’Old English Edition, d'Arkwright.